# Ющенков, Иван Алексеевич
Иван Алексеевич Ющенков (21 июня (3 июля) 1859 — 1923) — русский офицер и государственный деятель. Городской голова Владивостока (1914—1917).

## Биография
Родился в 1859 году в станице Второй Новочеркасской Области Войска Донского, в дворянской семье есаула Алексея Васильевича Ющенкова. Окончил Владимирскую Киевскую военную гимназию, Павловское военное училище и Николаевскую инженерную академию, последние два учебных заведения окончил по 1-му разряду. С 1879 года служил в частях Донской казачьей артиллерии, в том же году произведён в хорунжие. В 1882 году переименован в подпоручики, в 1885 году произведён в поручики, с 1886 года — штабс-капитан.
С 1889 года служил в инженерных частях Владивостокской крепости, тогда же стал членом Общества изучения Амурского края. С 1890 года — капитан, с 1893 — подполковник. В 1902 году присвоен чин полковника, тогда же назначен штаб-офицером для особых поручений при окружном инженерном управлении Приамурского военного округа. Во время русско-японской войны занимал ряд ответственных постов, в том числе был начальником 3-го отдела обороны крепости, председателем санитарно-исполнительной комиссии. В мае 1904 года составил план обороны и сторожевого охранения сухопутной оборонительной линии полуострова Муравьёва-Амурского, за эту работу получил благодарность коменданта крепости.
В 1909 году вышел в отставку с военной службы в чине инженер-генерал-майора, посвятив себя общественной деятельности. Неоднократно избирался гласным Владивостокской городской думы, был председателем городского самоуправления в Приморском областном по городским делам присутствии, председателем техническо-строительной и членом многих других комиссий. В 1910 году построил по собственному проекту усадьбу: несколько её домов (ул. Всеволода Сибирцева, 12, и улица Пушкинская, 25) ныне являются памятниками истории и архитектуры.
В 1914 году И. А. Ющенков был избран городским головой и занимал эту должность до 1917 года, когда на выборах в думу победил блок Совета рабочих и солдатских депутатов и социалистических партий (эсеры и социал-демократы), после чего его сменил на посту городского головы меньшевик А. Ф. Агарев.
В 1922 году эмигрировал в Австралию. Умер в декабре 1923 года, похоронен в Брисбене.

## Семья
С 1892 года И. А. Ющенкова был женат на Елизавете Васильевне Ющенковой, дочери купца 1-й гильдии Василия Петровича Бабинцева. Супруга была младше мужа на 13 лет. На кладбище в Брисбене обнаружена могила Веры Ющенковой (1898—1988), судя по всему, дочери Ивана Алексеевича.